# المجاعة (حاسوب)
في علم الحاسوب، يُعد استنزاف الموارد مشكلة تظهر في الحوسبة المتزامنة، حيث يُحرم أحد العمليات باستمرار من الموارد التي يحتاجها لإنجاز عمله. ويحدث الاستنزاف عادة نتيجة أخطاء في خوارزميات الجدولة أو التحكم في الوصول الحصري للموارد، كما يمكن أن ينشأ أيضاً بسبب تسرب الموارد، أو حتى يُفتعل عن عمد من خلال هجمات الحرمان من الخدمات مثل هجوم "فورك بومب".